# Национално знаме на Тринидад и Тобаго
Националното знаме на Тринидад и Тобаго е прието на 31 август 1962 година. Знамето е съставено от черна лента с бяло, която образува два еднакви триъгълника в червен цвят. Червеният цвят символизира слънцето и смелостта, черното земя, всеотдайност и вода, бялото символизира чистота и равенство.